# 川島宙次
川島 宙次（かわしま ちゅうじ、1912年10月15日 - 1998年）は、日本の民家研究家・画家。

## 略歴
東京生まれ。1932年大阪市立都島工業学校建築科卒。一級建築士。大林組に入り、住宅部長、大林ハウジング取締役を歴任。欧米、東南アジア諸国を歴訪し住居建築を研究。1990年第1回竹内芳太郎賞受賞。日本民族建築学会評議員、東京民芸協会会員、日本美術家連盟会員。

## 著書
- 『民家の旅』人物往来社 1963
- 『滅びゆく民家 屋根・外観』主婦と生活社 1973
- 『滅びゆく民家 屋敷まわり・形式』主婦と生活社 1976
- 『日本の民家 その伝統美』1978 講談社現代新書
- 『民家の画帖』相模書房 1981
- 『民家のデザイン』相模書房 1986　水曜社 2016
- 『絵でみるヨーロッパの民家』相模書房 1987
- 『アジアの民家 稲作と高床の国』相模書房 1989
- 『世界の民家・住まいの創造』相模書房 1990
- 『民家の来た道 古代の伝承』相模書房 1992
- 『美しい日本の民家』全2巻 ぎょうせい 1992
- 『民家のなりたち』文・絵 小峰書店(図説日本の文化をさぐる)2004
- 『日本民家デザイン集成』日本図書センター 2011

### 共著
- 『関東地方の民家』山本勝巳,小林昌人共著 明玄書房 1971